# 達令山脈
達令山脈（英語：Darling Scarp）是位於澳大利亞天鹅海岸平原和西澳大利亚珀斯东部的一个南北走向的低矮断崖。該断崖从宾敦以北一直延伸到彭伯顿以南。該斷崖是以新南威尔士州州长拉尔夫·达令的名字命名。1827年3月，植物学家查尔斯·弗雷泽与詹姆斯·斯特林在成功号上首次将该地貌记录为达令山脉（General Darling Range）。            